# Terceiro partido (Estados Unidos)
Terceiro partido é um termo usado nos Estados Unidos para os partidos políticos além dos Republicano e Democrata.

## Atuais terceiros partidos dos Estados Unidos
(Apresenta os partidos candidatos na Eleição presidencial nos Estados Unidos em 2020)
- Partido Libertário - libertarianismo, laissez-faire, pró-liberdades civis, anti-guerra
- Partido Verde - política verde, progressismo, pró-liberdades civis, anti-guerra
- Partido da Constituição - paleoconservadorismo, direita cristã, conservadorismo social, nacionalismo americano
- Partido para o Socialismo e a Libertação - comunismo, Marxismo-Leninismo, socialismo revolucionário, anti-imperialismo
- Partido Americano da Solidariedade - democracia cristã , distributismo , conservadorismo social, anti-guerra
- Partido da Aliança - centrismo, liberalismo social

## Eleições notáveis
Uma série de candidatos de terceiros, independentes e de candidatos escritos apresentaram bons resultados em muitas eleições americanas.
Verdes, Libertários e outros elegeram Legisladores estaduais e funcionários locais. Os socialistas tinham 600 prefeitos em uma época antes da Primeira Guerra Mundial, incluindo Milwaukee, Wisconsin; New Haven, Connecticut; Reading, Pennsylvania; e Schenectady, Nova York. Houve governadores do século XX eleitos como independentes e de partidos como Progressivo, Reforma, Farmer-Labor, Populista e Proibição. Havia outros no século anterior.
No entanto, os Estados Unidos tiveram um sistema de dois partidos há mais de um século. O sistema vencedor leva tudo para eleições presidenciais e o sistema de um único assento de voto de pluralidade para as eleições Congressionais criaram, ao longo do tempo, sistema de partidos (veja lei de Duverger).
Os candidatos dos terceiros às vezes ganham eleições. Por exemplo, esse candidato apenas ganhou eleições no Senado dos Estados Unidos duas vezes (0,6%) desde 1990. Às vezes, elegeram-se um nacionalmente Terceiros no escritório dos Estados Unidos não afiliado e endossado por um dos dois principais partidos. Atualmente, há apenas um Senador dos Estados Unidos, Angus King, que não é democrata nem republicano, enquanto nenhum Representante dos Estados Unidos vem de fora dos principais partidos.
Embora os candidatos dos terceiros raramente ganhem eleições, eles podem ter um efeito sobre eles. Se o fizerem bem, eles são frequentemente acusados de ter um efeito spoiler. Às vezes, eles ganharam votos no colégio eleitoral, como em 1832 nas eleições presidenciais. Eles podem chamar a atenção para questões que podem ser ignoradas pelas partes maioritárias. Se tal questão encontrar aceitação com os eleitores, um ou mais dos principais partidos podem adotar a questão em sua própria plataforma do partido. Além disso, um terceiro pode ser usado pelo eleitor para lançar um voto de protesto como uma forma de referendo em uma questão importante. Terceiros também podem ajudar na participação do eleitor trazendo mais pessoas para as eleições. Os candidatos de terceiros no topo da votação podem ajudar a chamar a atenção para outros candidatos do partido na votação, ajudando-os a conquistar o escritório local ou estadual. Em 2004, o eleitorado dos Estados Unidos consistiu em cerca de 43% de democratas registrados e 33% de republicanos registrados, com independentes e pertencentes a outras partes que representam 25%.
Os únicos três presidentes dos EUA sem uma grande filiação partidária foram George Washington, John Tyler e Andrew Johnson, e somente Washington seguiu seu mandato inteiro como independente. Nenhum dos dois outros foi eleito presidente em seu próprio direito, ambos sendo vice-presidentes que ascenderam ao cargo após a morte de um presidente, e ambos se tornaram independentes porque eram impopulares em seus partidos. John Tyler foi eleito na votação do Whig em 1840 com William Henry Harrison, mas foi expulso pelo seu própria partido. Johnson foi o companheiro de partido de Abraham Lincoln, que foi reeleito na votação National Union em 1864; era um nome temporário para o Partido Republicano.
Atualmente Bill Walker do Alaska é o único governador independente nos Estados Unidos, tendo derrotado o republicano Sean Parnell na eleição governamental de 2014. Ele também é o primeiro governador independente desde que o Alaska se tornou um estado (embora não seja o primeiro governador dos terceiros).